# Saerbeck
Saerbeck település Németországban, azon belül Észak-Rajna-Vesztfália tartományban. Lakosainak száma 7102 fő (2023. december 31.). Saerbeck Ladbergen, Greven (Mecklenburg), Emsdetten, Tecklenburg, Hörstel és Ibbenbüren községekkel határos.

## Népesség
A település népességének változása:
| Lakosok száma | 4033 | 7191 | 7128 | 7139 | 7064 | 7128 | 7102 |
|               | 1975 | 2015 | 2017 | 2019 | 2021 | 2022 | 2023 |